# György Szalai
György Szalai (14. února 1951 Gádoros, župa Békés) je bývalý maďarský vzpěrač. V době své závodní kariéry měřil 180 cm a vážil 108 kg. Jeho osobní rekord ve dvojboji byl 392,5 kg.
Zpočátku se věnoval atletice a fotbalu, ke vzpírání ho přivedl roku 1969 olympijský medailista Géza Tóth. Připravoval se v Honvédu Budapešť, po odchodu do civilu působil v klubech Leninávros MTK a Tatabányai SC. Šestkrát se stal mistrem Maďarska. Na mistrovství světa ve vzpírání obsadil ve dvojboji v roce 1977 šesté místo a v letech 1978 a 1979 páté místo. Na Letních olympijských hrách 1980 v Moskvě získal bronzovou medaili v kategorii do 110 kg, když vzepřel 172,5 kg v trhu a 217,5 kg v nadhozu.
Po zranění lokte v roce 1981 ukončil vzpěračskou kariéru. Byl funkcionářem Maďarského vzpěračského svazu a jako trenér působil v Egyptě, Tunisku a Íránu, kde byl jeho svěřencem pozdější olympijský vítěz Kianúš Rostamí.